# Río Chimbo
Río Chimbo är ett vattendrag i Ecuador. Det ligger i den sydvästra delen av landet, 240 km sydväst om huvudstaden Quito.